# ماریا خوزه گویانس
ماریا خوزه گویانس (انگلیسی: María José Goyanes؛ زادهٔ ۸ دسامبر ۱۹۴۸) بازیگر اهل اسپانیا است. از فیلم‌ها یا برنامه‌های تلویزیونی که وی در آن نقش داشته است می‌توان به زندگی من در ویرانه‌ها اشاره کرد.